# Máy xay sinh tố

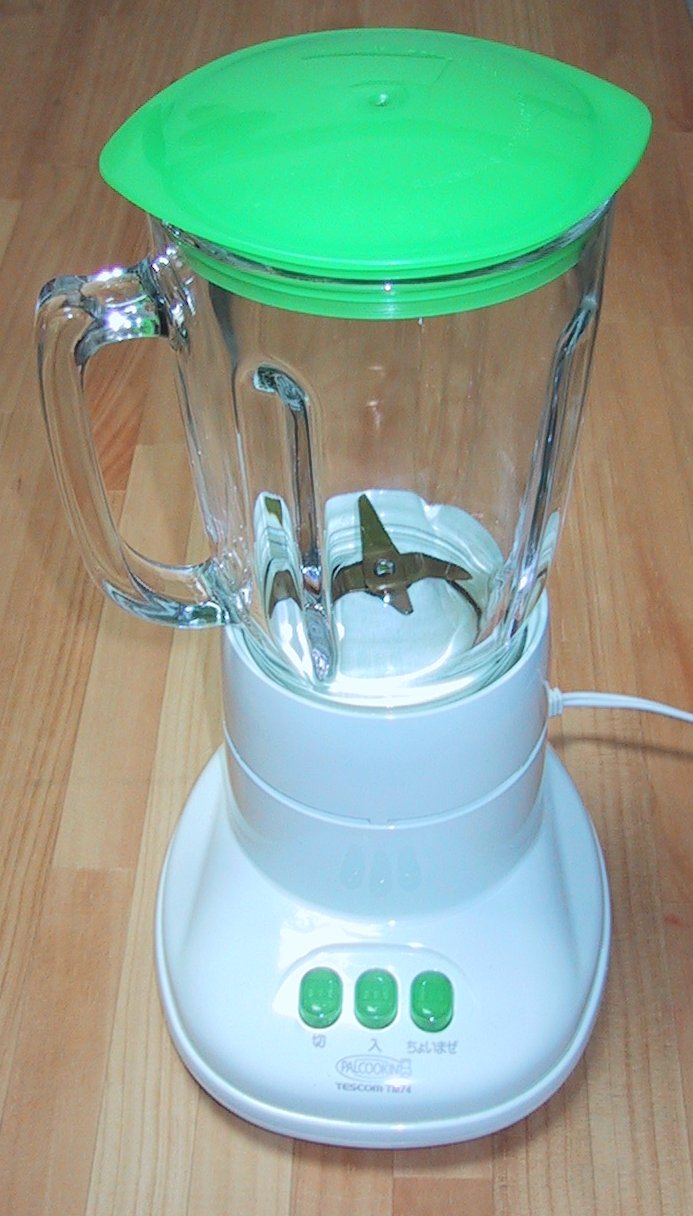
Máy xay sinh tố điện

Máy xay sinh tố là một dụng cụ nhà bếp, được sử dụng để pha trộn, nghiền nát, xay nhuyễn thực phẩm và một số chất khác như nước , sữa tươi , sữa đặc.

## Cấu tạo
Máy xay sinh tố có vài kiểu dạng khác nhau, một máy xay tĩnh (để cố định tại chỗ) thiết kế kiểu truyền thống bao gồm một cối xay với lưỡi dao kim loại, hoạt động nhờ một động cơ điện gắn vào bên dưới cối. Một số đủ mạnh để xay được cả đá hay xay cua. Cấu hình máy xay ngược mới hơn, còn gọi là máy xay cầm tay, có một động cơ phía tay cầm kết nối trực tiếp vào một trục xoay lưỡi dao. Loại máy xay cầm tay này di chuyển linh hoạt hơn và có thể sử dụng với bất kỳ dụng cụ đựng thực phẩm hay trái cây nào.

## Đặc điểm
Máy xay sinh tố khác nhau có các chức năng khác nhau. Có những bộ máy xay sinh tố gồm nhiều dụng cụ kèm theo, máy xay đa năng, hữu ích để đáp ứng nhu cầu đa dạng của người tiêu dùng. Các tính năng mà người tiêu dùng thường xem xét khi mua một máy xay sinh tố bao gồm những điều sau đây:
- Gọn nhẹ;
- Dễ sử dụng;
- Tiếng ồn thấp trong sử dụng;
- Tiết kiệm năng lượng (thường là 300-1000 watt);
- Dễ dàng làm sạch;
- Động cơ "mạnh", xay nhanh.

## Công dụng
Máy xay sinh tố được sử dụng cả trong gia đình và trong thương mại, bao gồm:
- Xay thực phẩm (thịt động vật, cá, tôm, rau củ quả, cháo);
- Trộn kem, sữa, và nước ngọt để làm kem sữa;
- Trộn và nghiền đá trong cocktail đông lạnh;
- Nghiền đá và các thành phần khác trong món sinh tố trái cây và sinh tố thập cẩm;
- Trộn hỗn hợp bột, hạt với các chất lỏng;
- Giúp hòa tan chất rắn vào chất lỏng
- Làm được sữa đậu nành, hạnh nhân,...

Máy xay sinh tố cũng tìm được một loạt các ứng dụng trong vi sinh học và khoa học thực phẩm. Ngoài xay thực phẩm loại tiêu chuẩn, có một loạt các cấu hình khác của máy xay sinh tố cho các phòng thí nghiệm.